# گارشینگ ان در آلتس
گارشینگ ان در آلتس (به آلمانی: Garching an der Alz) یک شهر در آلمان است که در بایرن واقع شده‌است.

## خصوصیات
گارشینگ ان در آلتس ۲۵٫۸۷ کیلومترمربع مساحت دارد ۴۵۹ متر بالاتر از سطح دریا واقع شده‌است. طبق آمار ۲۰۲۰ این شهر ۸۷۰۸ نفر جمعیت دارد.

## خواهرخوانده
شهرهای کولسالوتی، Laa an der Thaya و اشتولپن خواهرخوانده‌های گارشینگ ان در آلتس هستند.